# Rotor d'helicòpter

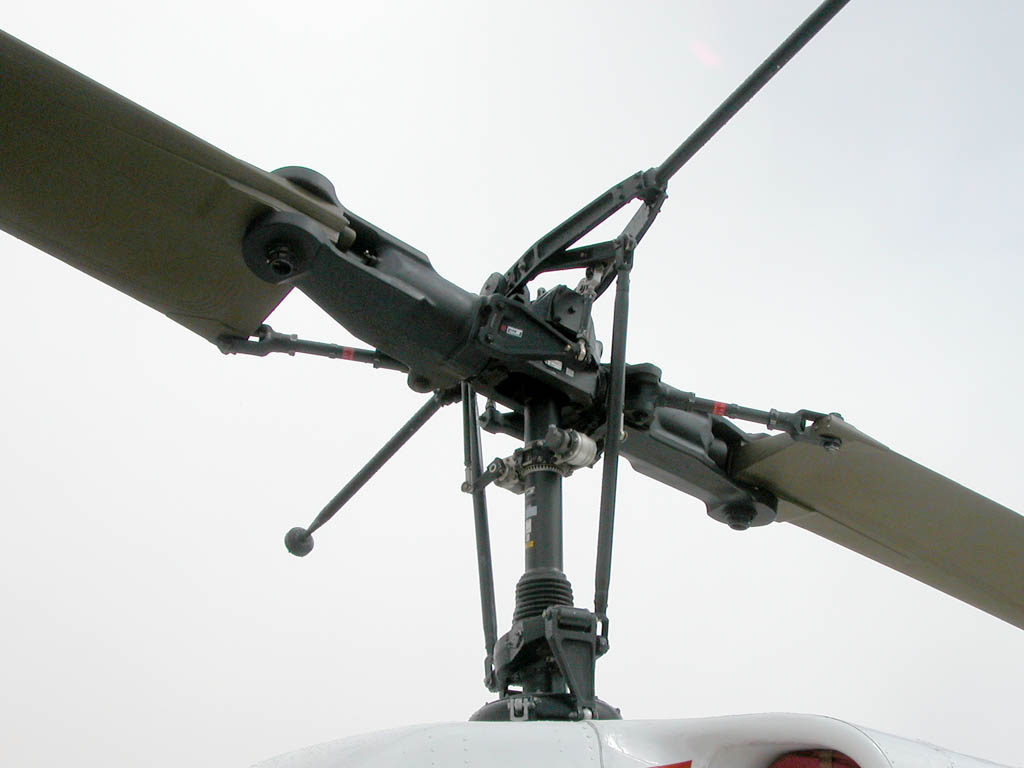
Rotor d'un Bell 212/HH-1N

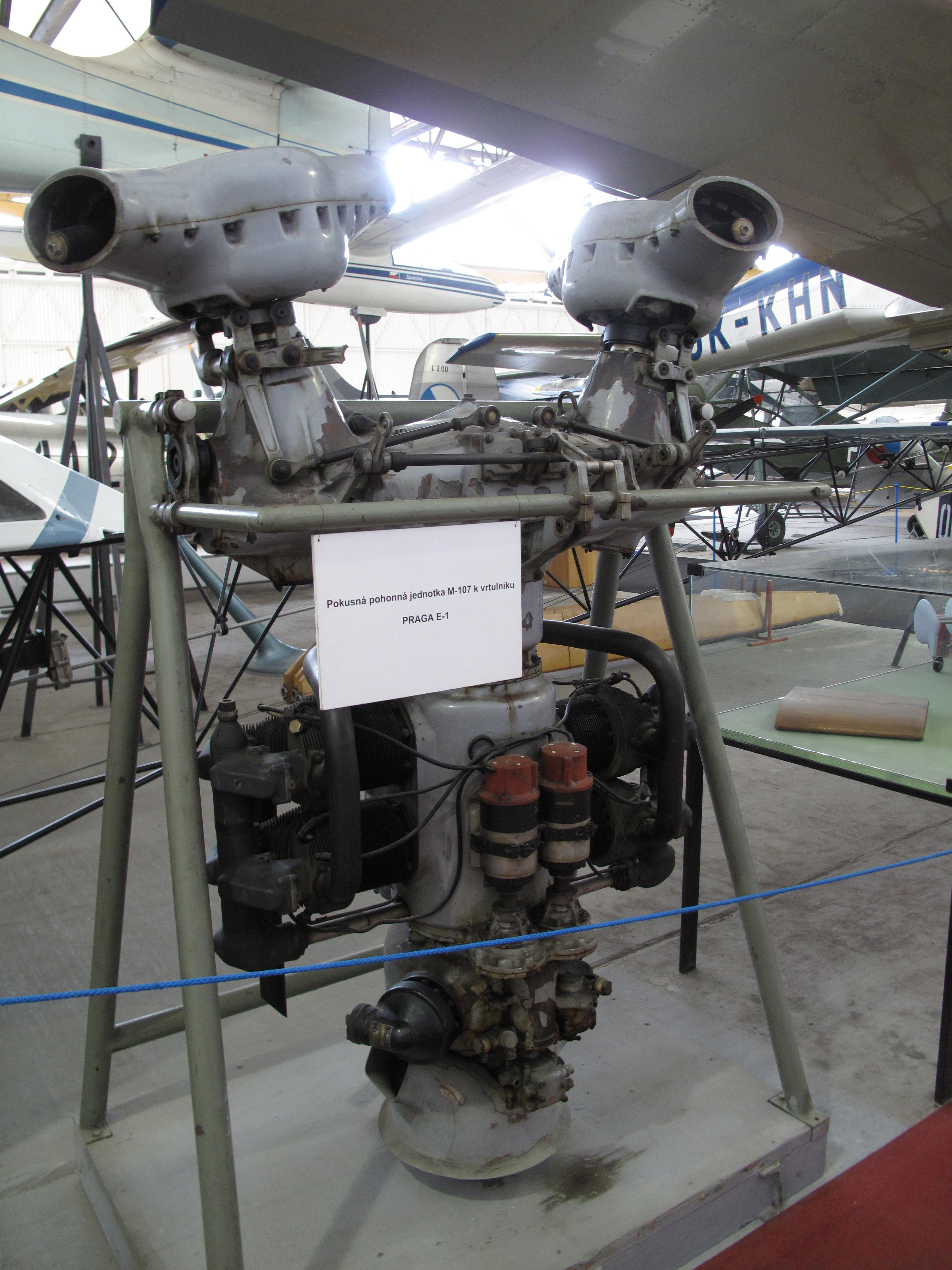

Un rotor d'helicòpter és la part rotativa d'un helicòpter que genera sustentació aerodinàmica. El rotor d'helicòpter, també anomenat sistema rotor, normalment fa referència al rotor principal d'helicòpters que està muntat en un eix vertical sobre la part superior de l'helicòpter, encara que també pot referir-se al rotor de cua. Un rotor generalment està compost de dues o més pales, encara també hi ha aparells recents amb una única pala. En els Helicòpters, el rotor principal proporciona tant la força de sustentació com la d'empenta, mentre que el rotor de cua proporciona l'empenta per compensar el parell motor que genera el rotor principal.

## Tipus de rotor

Detall del moviment del rotor

### Articulat
Utilitza articulacions per reduir els esforços a què es veuen sotmeses les pales i que podrien transmetre indegudament al capdavant del rotor.
L'articulació de batiment va ser deguda als treballs de recerca de l'enginyer espanyol Juan de la Cierva en desenvolupament realitzat sobre el vol de l'autogir. Durant els seus treballs es va adonar que hi ha una " asimetria de sustentació" durant el vol cap endavant, entre la pala que avança i la que retrocedeix, de manera que va optar per dotar les pales d'una articulació de batiment perquè els dos costats del rotor assolissin el seu propi equilibri de forces. Sense el desenvolupament d'aquesta articulació no hagués estat possible el desenvolupament dels helicòpters que, encara que tenen les pales actives (en lloc de passives com l'autogir), es troben amb el mateix problema.

### Rígid (sense articulacions)
L'eix de gir i la boixa estan units formant una sola peça i les pales estan encastades rígidament al boixa, tenint només la llibertat de gir sobre el seu eix longitudinal per la variació del pas. Els avantatges d'aquest sistema són la seva senzillesa i robustesa mecànica.

### Semirígid (basculant)
Es permet a les pales un lleuger batiment vertical individual. Tot el conjunt pivota, de manera que la pala que avança puja i la que retrocedeix descendeix. Aquest sistema només és possible en rotors de dues pales. El problema que sorgeix és que els encastos de les pales es veuen sotmesos a esforços considerables de flexió.

## Configuració de rotor
- Rotor principal individual
- Amb rotor de cua
- Amb rotor antiparell carenat: Fenestron
- Amb sistema NOTAR
- Amb tip jets
- Rotors bessons (contrarotatoris)
- En tàndem
- Coaxials
- Entrecreuats
- Transversals

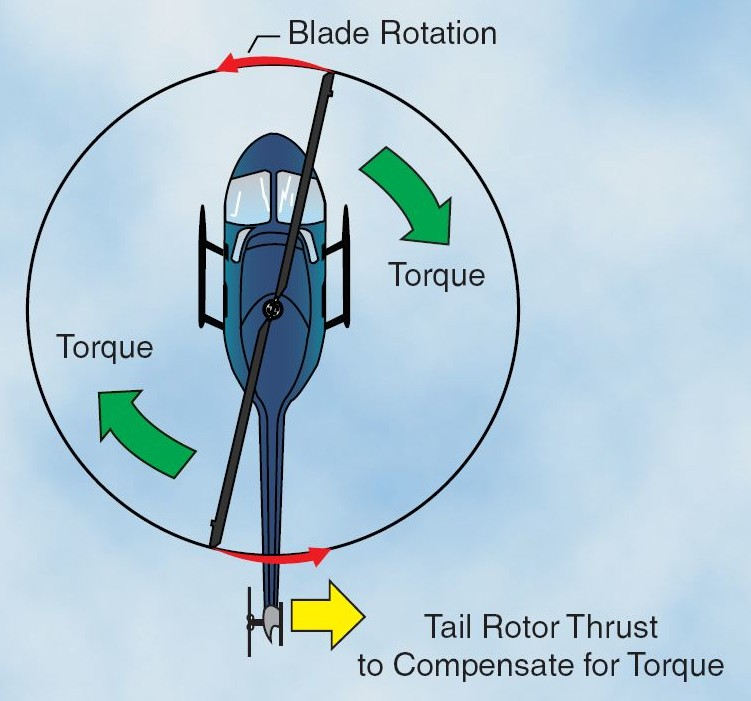
Compensació del parell motor generat pel rotor principal mitjançant un rotor antiparell
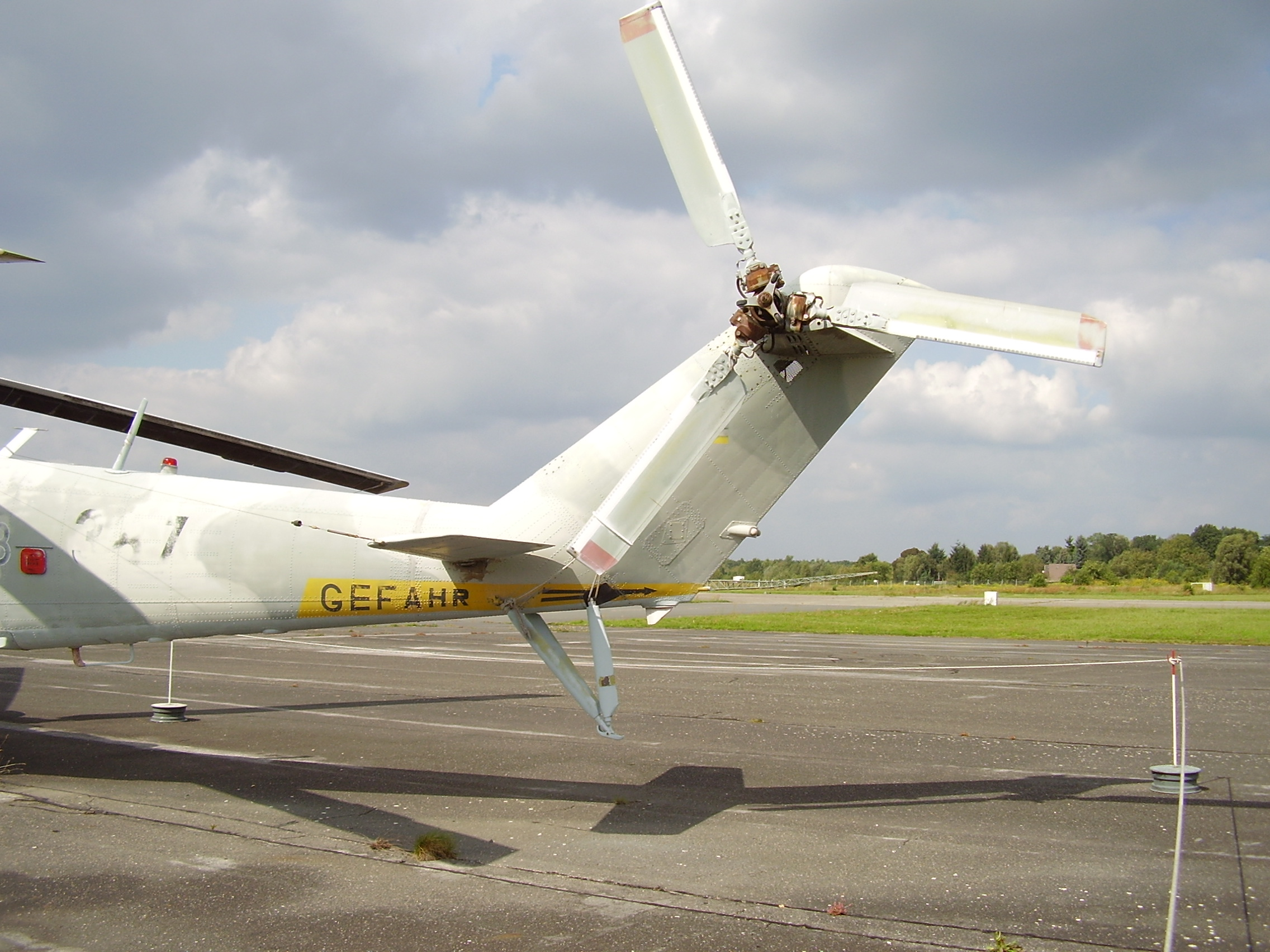
Rotor de cua de tres pales en un Mil Mi-24
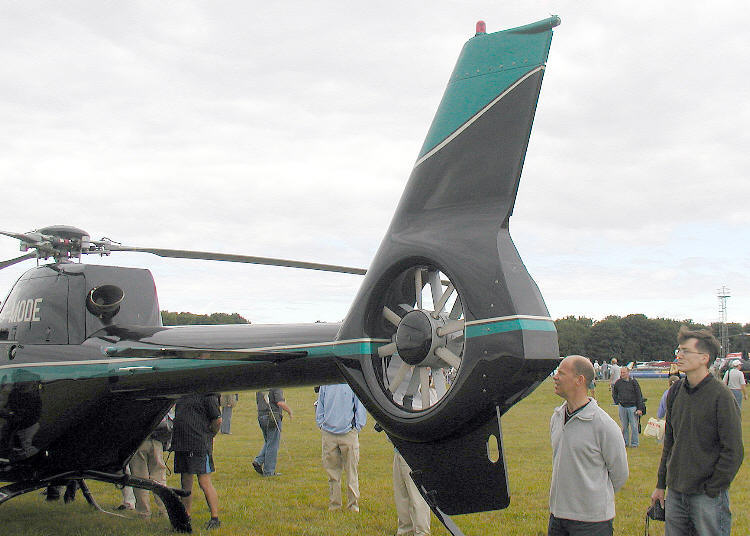
Fenestron en un Eurocopter EC 120B
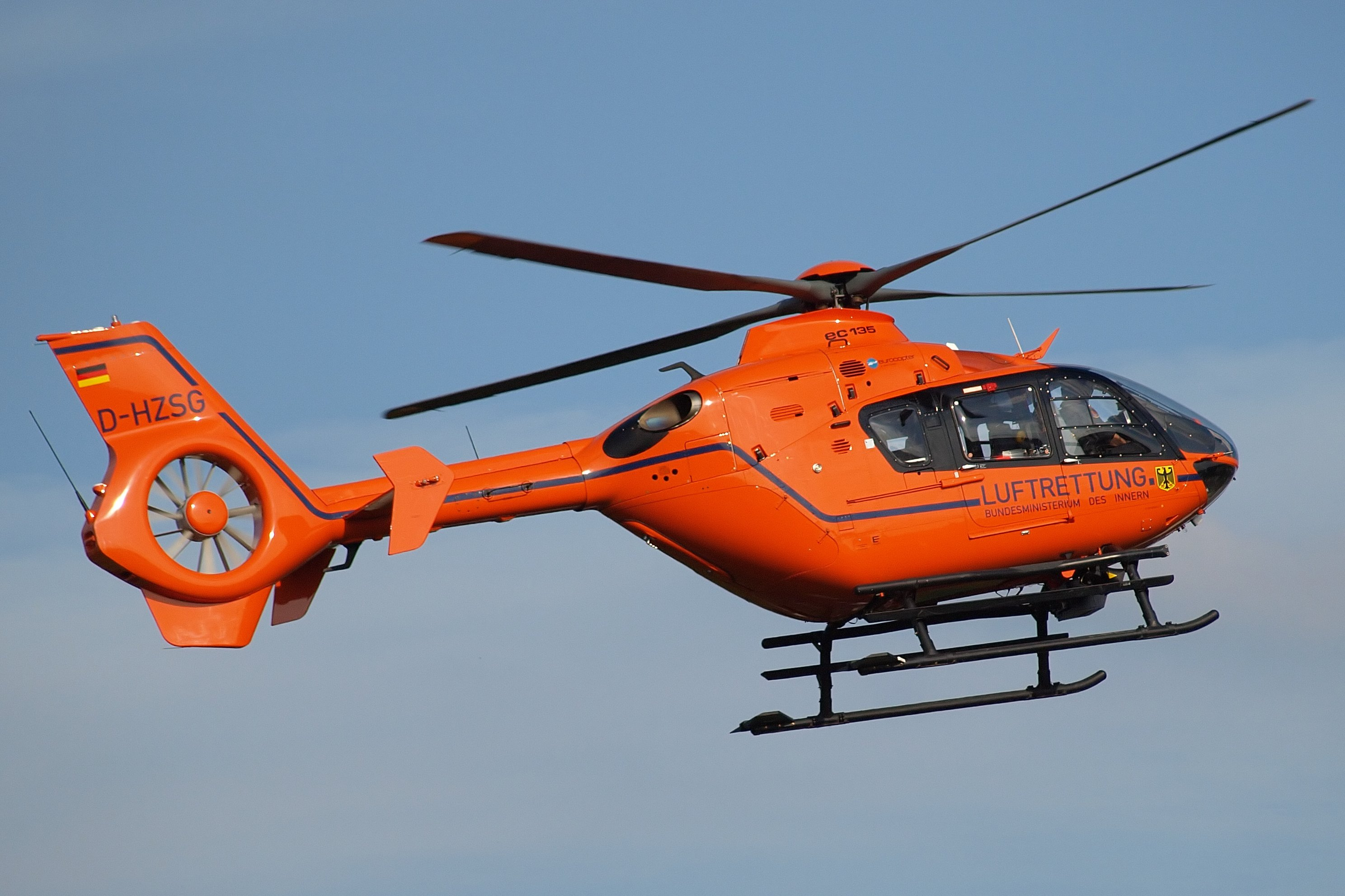
Eurocopter EC 135
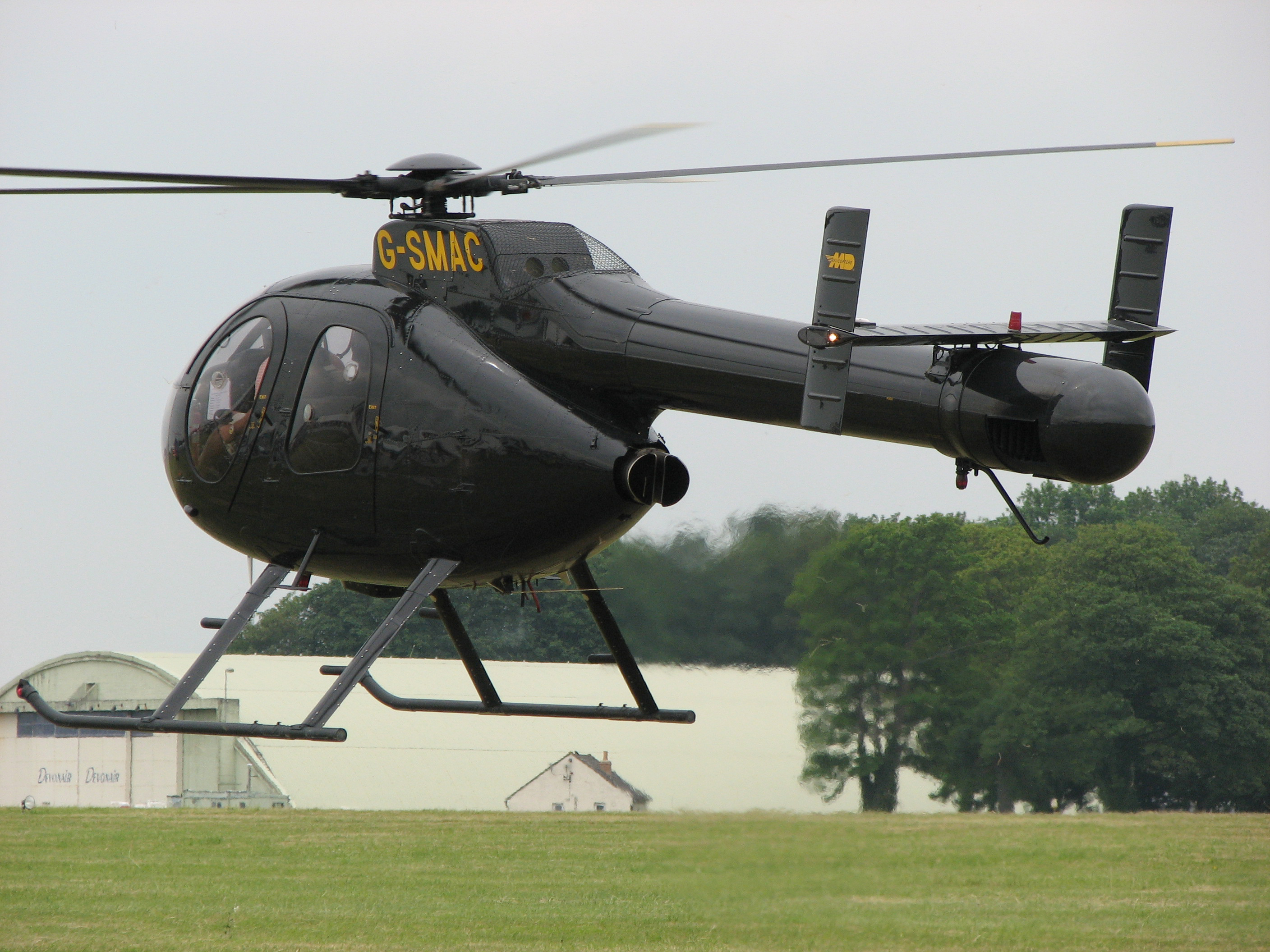
Helicopter MD 520N
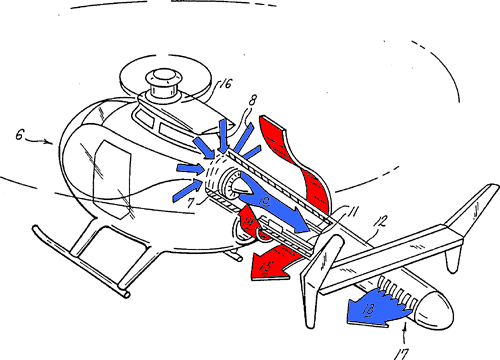
Diagrama de funcionament del sistema NOTAR
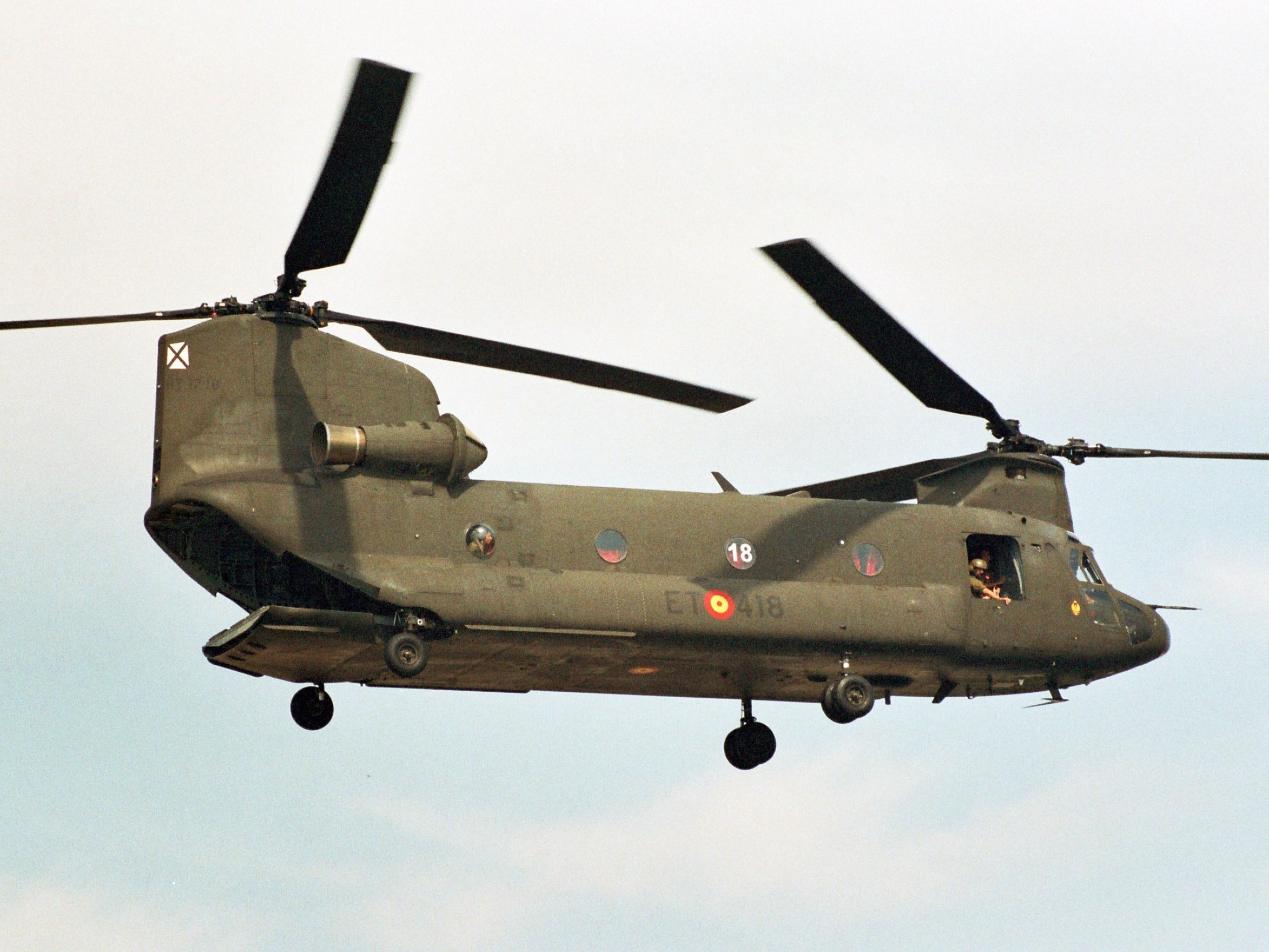
CH-47 Chinook
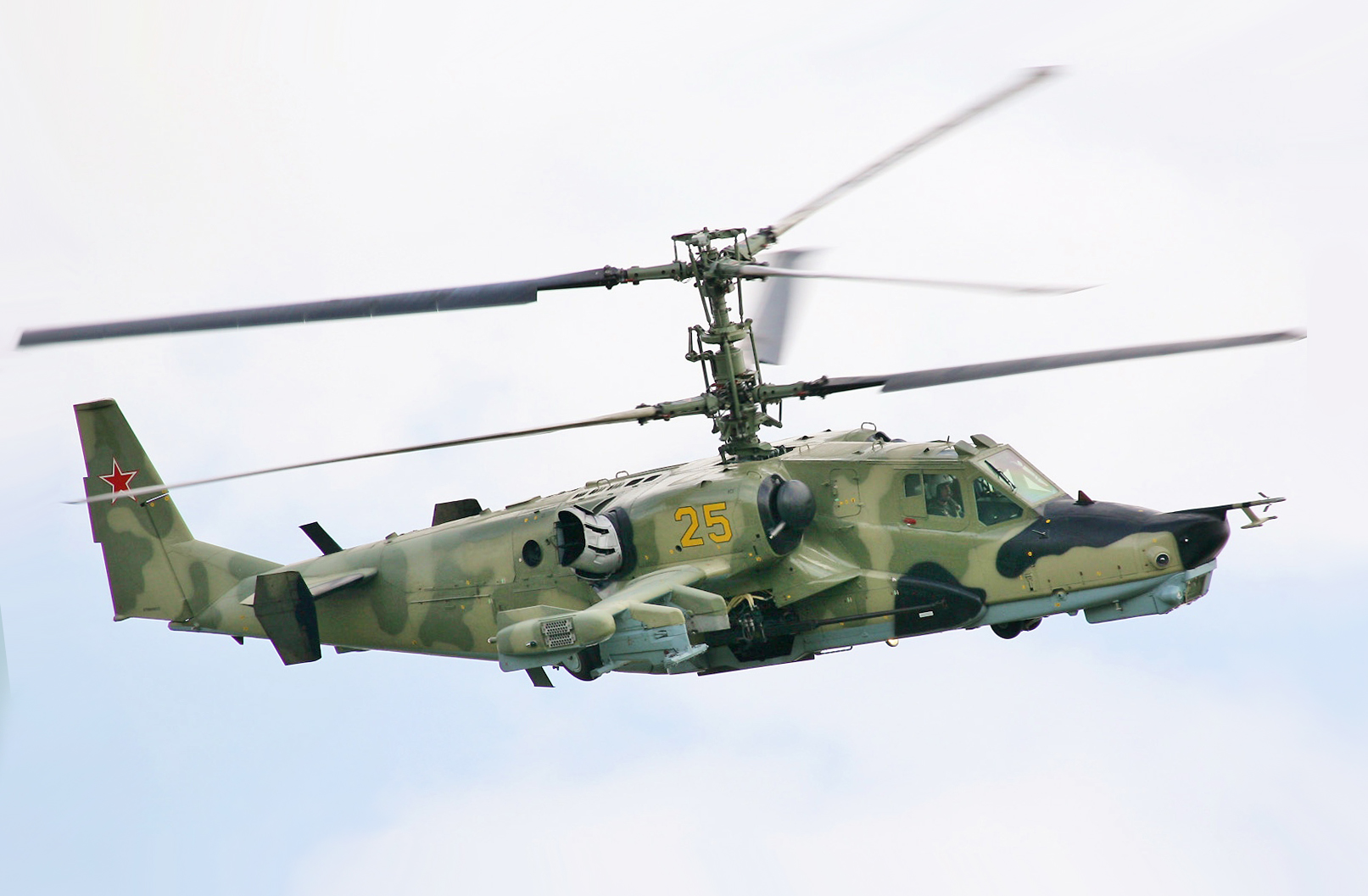
Kamov Ka-50
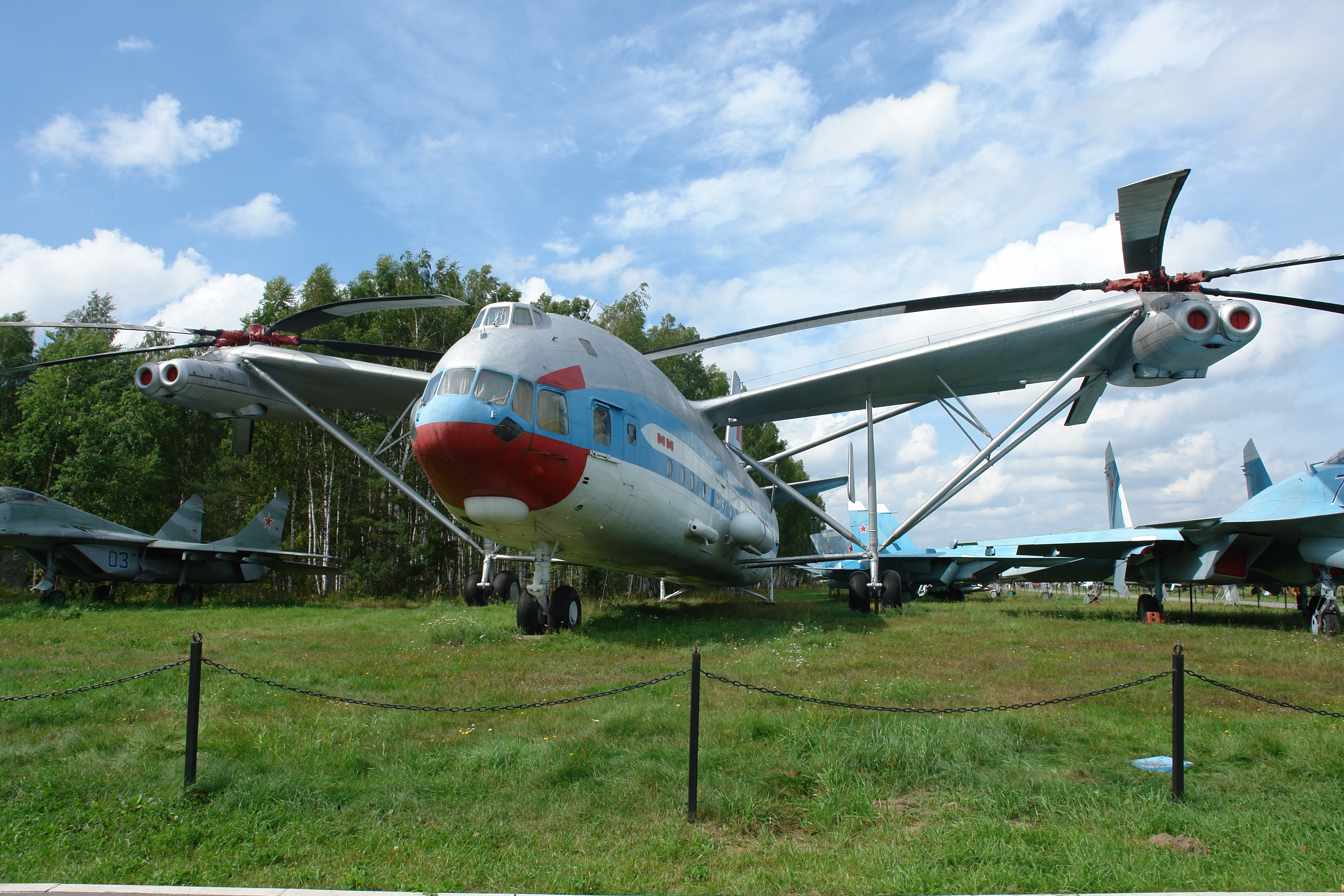
Mil Mi-12
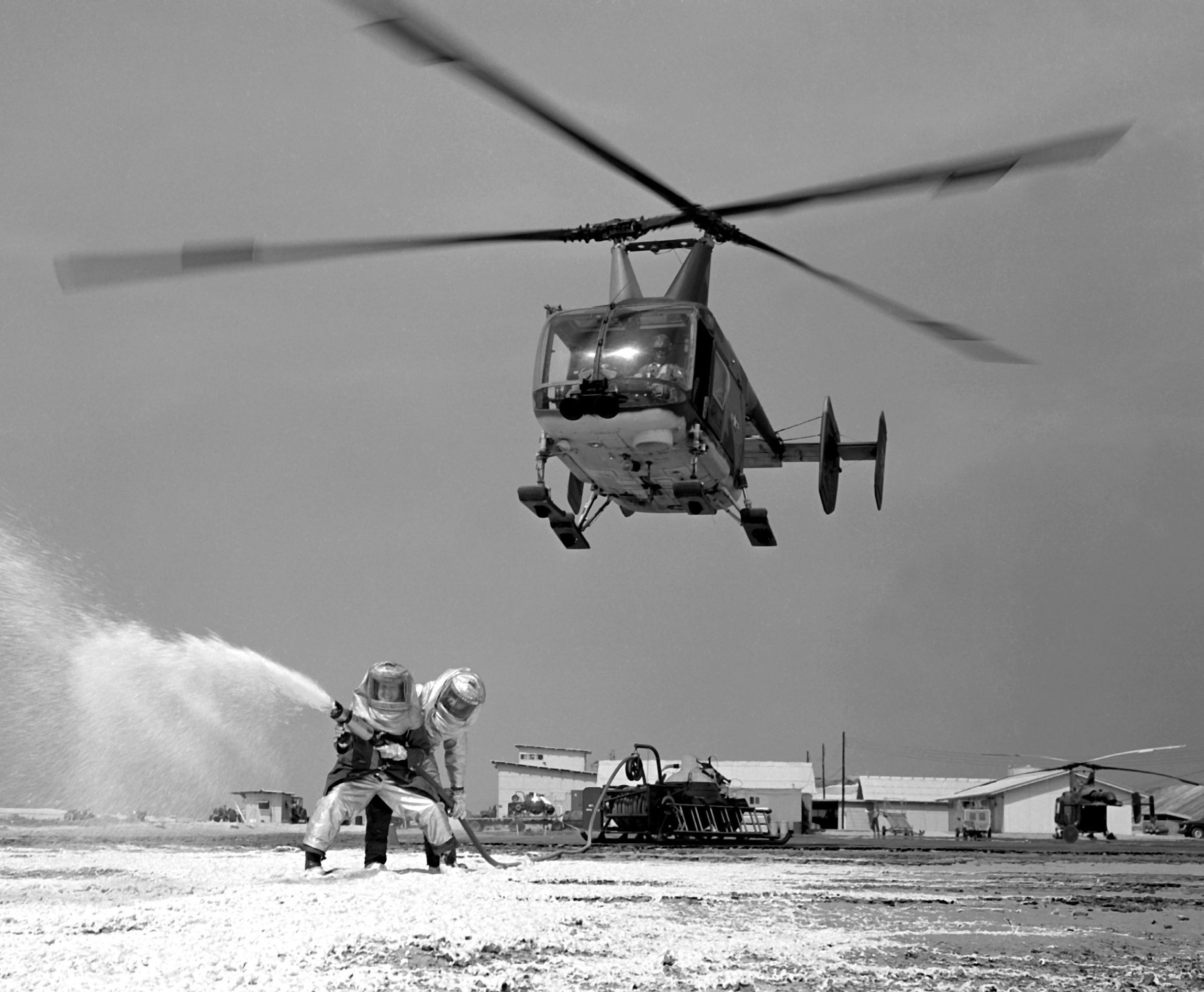
HH-43 Huskies